# Bảy Hội Thánh Asia

Bản đồ miền Tây vùng Tiểu Á, với các chấm đen biểu diễn vị trí của đảo Patmos và bảy Hội Thánh

Bảy Hội Thánh Asia, còn gọi là Bảy Hội Thánh Tiểu Á hay Bảy Hội Thánh xứ A-si, là tên gọi chung cho bảy Hội Thánh ở vùng Tiểu Á vào thời kỳ Kitô giáo sơ khai, ghi lại trong sách Khải huyền.

## Mô tả
Theo tường thuật của Khải huyền 1:11, trên hòn đảo Patmos của nước Hy Lạp, Chúa Jesu Christo đã truyền cho thánh Joannes đảo Patmos "ghi vào sách và gửi cho bảy Hội Thánh: Ephesus, Smyrna, Pergamum, Thyatira, Sardis, Philadelphia, và Laodicea." Từ Hội Thánh ở đây ám chỉ cộng đoàn Kitô hữu địa phương sinh sống tại từng thành phố.
Mỗi một Hội Thánh được đặt tên theo tên của thánh phố nơi Hội Thánh ấy đặt trụ sở. Sách Khải huyền mô tả mỗi Hội Thánh như sau:
- Ephesus (Khải huyền 2:1–7): được ghi nhận là một Hội Thánh vất vả, kiên nhẫn và không thể chịu đựng kẻ ác; bị trách vì đã để mất tình yêu thuở ban đầu (2:4)
- Smyrna, nay là İzmir (Khải huyền 2:8–11): được ghi nhận là một Hội Thánh gian truân và nghèo khó; được tiên báo về sự bách hại mà Hội Thánh này sắp phải chịu (2:10)
- Pergamum (Khải huyền 2:12–17): tọa lạc "ở nơi có ngai của Satan", cần phải ăn năn, thống hối vì đã chứa chấp các thày dạy đạo tà (2:16)
- Thyatira (Khải huyền 2:18–29): được ghi nhận là một Hội Thánh bác ái; những việc của Hội Thánh này "bây giờ thì nhiều hơn trước kia"; dung túng cho giáo huấn của một nữ ngôn sứ rao giảng đạo tà (2:20)
- Sardis (Khải huyền 3:1–6): bị trách là đã chết – dù mang tiếng là một Hội Thánh đang sống; được kêu gọi củng cố sức lực của mình và trở lại với Thiên Chúa bằng cách hối cải (3:2–3)
- Philadelphia (Khải huyền 3:7–13): được ghi nhận là một Hội Thánh có đức tin vững chắc, đã giữ lời Thiên Chúa và kiên nhẫn chịu đựng (3:10)
- Laodicea, nay nằm gần Denizli (Khải huyền 3:14–22): bị coi là một Hội Thánh "chẳng lạnh mà cũng chẳng nóng" (3:16)